# Alex McLeish
Alexander McLeish, né le 21 janvier 1959 à Barrhead (Écosse) est un footballeur écossais reconverti entraîneur.
Il a disputé trois coupes du monde en 1982, 1986 et 1990 et a été sélectionné à 77 reprises, ce qui fait de lui le quatrième joueur écossais le plus capé de l'histoire. Il fait partie du Scottish Football Hall of Fame, depuis 2005, lors de la deuxième session d'intronisation. Il fait aussi partie du Tableau d'honneur de l'équipe d'Écosse de football, où figurent les internationaux ayant reçu plus de 50 sélections pour l'Écosse, étant inclus dès la création de ce tableau d'honneur en février 1988.

## Biographie
À l'exception de sa dernière année de joueur à Motherwell, McLeish est resté fidèle toute sa carrière à Aberdeen, un club avec lequel il a remporté la Coupe des coupes en 1983 (sous la direction de l'entraîneur Alex Ferguson). 

### Carrière d'entraîneur

#### En Écosse
Depuis la fin de sa carrière en 1995, il est devenu entraîneur. Successivement manager de Motherwell, d'Hibernian et des Glasgow Rangers jusqu'à l'arrivée de Paul Le Guen, McLeish entraîne depuis 2007 la sélection nationale, en remplacement de Walter Smith.

#### En Angleterre

##### Birmingham City
En novembre 2007, à la suite de la non-qualification de l'équipe d'Écosse pour l'Euro 2008, il signe pour Birmingham City, orphelin de Steve Bruce qui lui est parti une semaine auparavant à Wigan Athletic. Après avoir remporté la Carling Cup avec Birmingham en février 2011, le club est pourtant relégué en Championship à la fin de la saison. Se disant « dévasté » par cette relégation, il démissionne de son poste le 12 juin 2011. 

##### Aston Villa
Cinq jours plus tard, il est recruté par les dirigeants d'Aston Villa mais ne reste qu'une saison sur le banc du club de Birmingham puisqu'il est limogé le 14 mai 2012 à cause de mauvais résultats.

##### Nottingham Forest
Ce n'est que six mois plus tard qu'un nouveau poste lui est proposé : celui d'entraîneur de Nottingham Forest, formation en difficulté en Championship. L'homme qualifie lui-même l'expérience d'« opportunité merveilleuse ». Début février 2013, il résilie son contrat.

#### En Belgique
Le 25 août 2014, il signe un contrat de pour 1 saison ( + 1 saison en option) au KRC Genk, club de Jupiler Pro League.  Le 31 mars 2015, il annonce qu'il quittera le club limbourgeois à la fin de la saison.

#### En Égypte
Le 23 février 2016, il est nommé entraîneur principal du club égyptien de Zamalek SC. Il décide de quitter le club le 3 mai 2016.  McLeish aura tenu 65 jours en Égypte malgré un bilan satisfaisant (6 victoires, 2 nuls et 2 défaites).

#### Retour en Écosse
Le 16 février 2018, McLeish est nommé pour la 2e fois de sa carrière sélectionneur de l' Écosse.  Il y a signé un contrat de deux ans et aura pour mission de qualifier la sélection pour l'Euro 2020.
Il est renvoyé de son poste de sélectionneur le 18 avril 2019 à la suite d'une défaite contre le Kazakhstan (3-0) et une victoire difficile contre la modeste équipe de Saint-Marin (0-2) dans le cadre des éliminatoires de l'Euro 2020.

## Palmarès

### Joueur
- Coupe des coupes : 1983
- Supercoupe de l'UEFA : 1983
- Championnat d'Écosse : 1980, 1984, 1985
- Coupe d'Écosse 1982, 1983, 1984, 1986, 1990
- Coupe de la Ligue d'Écosse : 1986, 1990

### Entraîneur
- Championnat d'Écosse : 2003, 2005
- Coupe d'Écosse 2002, 2003
- Coupe de la Ligue d'Écosse : 2002, 2003, 2005
- League Cup : 2011